# Rentenartfaktor
Der Rentenartfaktor bestimmt seit dem 1. Januar 1992 innerhalb der Rentenformel der deutschen Rentenversicherung die Höhe von Rentenleistungen mit. Seine Höhe ist abhängig von den unterschiedlichen Sicherungszielen der Rentenarten.
Der Rentenartfaktor wird im § 67 SGB VI festgelegt.
Der Faktor bewirkt, dass Renten mit Lohnersatzfunktion (z. B. Altersrenten) trotz der gleichen zugrundeliegenden Beitragsleistung höher sind als Renten mit Lohnzuschussfunktion (z. B. Renten wegen teilweiser Erwerbsminderung) oder Unterhaltsersatzfunktion (z. B. Witwenrenten). 
Bei den Witwenrenten hat das sogenannte Sterbevierteljahr (s. u. Auflistung) noch eine Lohnersatzfunktion. Das heißt, dass hinterbliebene Ehegatten nicht sofort auf die geringere Witwenrente verwiesen werden. 

## Der Rentenartfaktor in der Praxis
| Rentenartfaktor (RAF) | Rentenartfaktor (RAF)    | Rentenart |
| Gesetzliche RV 1      | Knappschaftliche RV 2    | Rentenart |
| --------------------- | ------------------------ | --- |
| 1,0                   | 1,3333                   | Rente wegen Alters |
| 0,5                   | 0,6 bzw. 0,9 oder 1,3333 | Rente wegen teilweiser Erwerbsminderung (da Teilzeitarbeit möglich bleibt) |
| 1,0                   | 1,333                    | Rente wegen voller Erwerbsminderung |
| 1,0                   | 1,333                    | Rente wegen Erwerbsunfähigkeit (wenn Rentenanspruch schon am 31. Dezember 2000 bestand) |
| 0,6667                | 0,8 oder 1,2             | Rente wegen Berufsunfähigkeit (wenn Rentenanspruch schon am 31. Dezember 2000 bestand) |
| 1,0                   | 1,3333                   | Erziehungsrenten |
| 1,0 0,25              | 1,3333 0,3333            | Kleine Witwen- bzw. Witwerrente… …bis zum Ende des 3. Kalendermonats nach dem Todesmonat des Ehepartners …ab Beginn des 4. Kalendermonats nach dem Todesmonat des Ehepartners |
| 1,0 0,6 0,55 –        | 1,3333 0,7333 – 0,8      | Große Witwen- bzw. Witwerrente… …bis zum Ende des 3. Kalendermonats nach dem Todesmonat des Ehepartners …ab Beginn des 4. Kalendermonats nach dem Todesmonat des Ehepartners …ab Beginn des 4. Kalendermonats nach dem Todesmonat des Ehepartners (für ab dem 1. Januar 2002 geschlossene Ehen, bei denen die Geburtsdaten der Eheleute nach dem 2. Januar 1962 liegen) …ab Beginn des 4. Kalendermonats nach dem Todesmonat des Ehepartners (wenn Rentenanspruch schon am 31. Dezember 2000 bestand) |
| 0,2                   | 0,2667                   | Vollwaisenrente |
| 0,1                   | 0,1333                   | Halbwaisenrente |
| –                     | 0,5333                   | Rente für Bergleute |

## Veränderungen durch die Reform der Renten wegen verminderter Erwerbsfähigkeit
Durch das am 1. Januar 2001 in Kraft getretene Gesetz zur Reform der Renten wegen verminderter Erwerbsfähigkeit wurde die Berufsunfähigkeitsrente für Neurentner abgeschafft. Aus Vertrauensschutzgründen wurde jedoch der Berufsschutz für Versicherte, die vor dem 2. Januar 1961 geboren sind, also bei Inkrafttreten der Reform bereits das 40. Lebensjahr vollendet hatten, in das neue System der zweistufigen Erwerbsminderungsrente eingebunden. Die hatte zur Folge, dass nicht mehr die Berufsunfähigkeitsrente mit dem Rentenartfaktor 0,6667, sondern die Rente wegen teilweiser Erwerbsminderung bei Berufsunfähigkeit mit dem Faktor 0,5 zu zahlen ist. 
Die Verringerung des Rentenartfaktors für die Vertrauensschutz genießenden Berufsunfähigen wurde damit begründet, dass diese noch in der Lage sind, die andere Hälfte ihres Lebensunterhalts mit einer Teilzeitbeschäftigung in ihrem bisherigen Beruf oder einer Vollzeitbeschäftigung in einer Tätigkeit des allgemeinen Arbeitsmarktes zu bestreiten.